# Jonni Kyrakides
Karin (Jonni) Böret Kyrakides (Böving-Albråten), född 28 november 1915 i Arvika, död 23 januari 1967 i Australien, var en svensk keramiker.

## Biografi
Jonni Kyrakides var dotter till Ignácz Caroly Beôrecz och Riborg Böving samt syster till Våge Albråten.
Hon studerade vid Ateneum i Helsingfors 1938–1939. Hon ställde ut separat i Arvika 1952 och medverkade i en samlingsutställning på Galleri Brinken i Stockholm 1950. Kyrakides är representerad med en skål i glasyr på Nationalmuseum i Stockholm.
Hon gifte sig med Platon Kyriakides och utvandrade till Australien under 1950-talet.